# ロレートの聖母 (カラヴァッジョの絵画)
『ロレートの聖母』（ロレートのせいぼ、伊: Madonna di Loreto、英: Madonna of Loreto）、または『巡礼者の聖母』（じゅんれいしゃのせいぼ、伊: Madonna dei Pellegrini、英: Madonna of the Pilgrims）は、バロック期のイタリアの巨匠カラヴァッジョが1603-1606年に描いた祭壇画である。ローマのナヴォーナ広場近くにあるサンタゴスティーノ聖堂内カヴァレッティ礼拝堂に所蔵されている。2人の巡礼中の農夫の前に裸足の聖母マリアと裸の幼児イエス・キリストの幻影が現れた情景を描いており、カラヴァッジョの代表作の1つとなっている。

## 歴史
この祭壇画を依頼したのは、エルメーテ・カヴァレッティという教皇庁会計院の会計係である。彼はサンタゴスティーノ聖堂内に礼拝堂を購入し、絵画を設置するよう遺言と大金を残して1602年に死去した。翌年、彼の家族と遺言執行人は、サンタゴスティーノ聖堂の神父たちと絵画の制作について同意している。

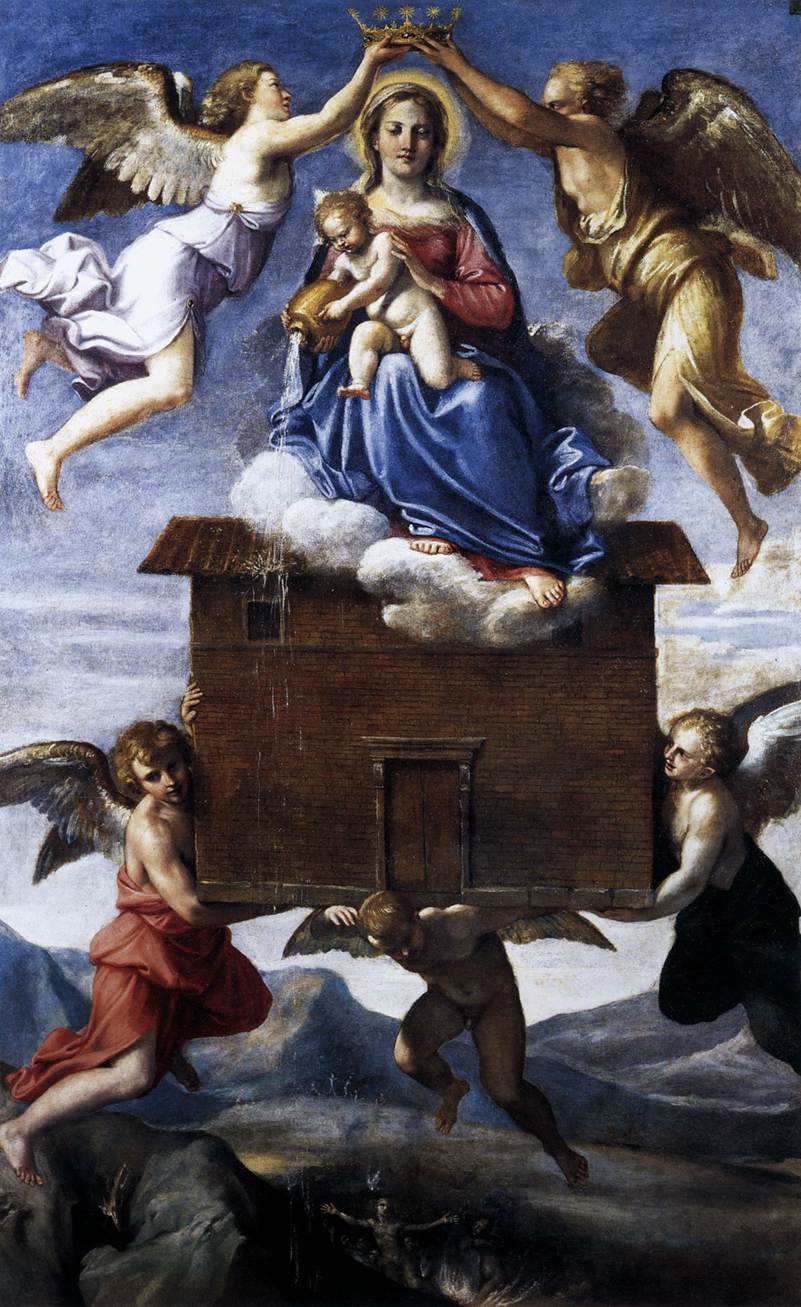
アンニーバレ・カラッチ『ロレートの聖母』 (1604年)、サン・トノーフリオ聖堂、ローマ

カヴァレッティは敬虔な人物で、「巡礼者と病み上がりの者の聖三位一体大同心会」の会員として熱心に活動し、巡礼者の受け入れなどの奉仕事業に取り組んでいた。また、亡くなる3ヵ月には大規模なロレート巡礼団を組織した。ロレートはマルケ地方の聖地で、1294年に天使がナザレ (現在のイスラエル) から「サンタ・カーサ (聖なる家)」 (イエス・キリストが育った聖母マリアと聖ヨセフの家) を運んだと伝えられる町である。
1599-1600年にかけて、サンタ・カーサの周囲が整備され、サンタ・カーサを覆う大きな聖堂が再建された。当時のロレートはローマに次ぐ重要な巡礼地で、ロレートに巡礼したカヴァレッティが本作の主題を「ロレートの聖母」に決めたことは間違いない。1604年1月にカラヴァッジョもマルケ地方のトレンティーノにいたことを示す資料が見つかっており、ロレートにも巡礼したであろうと推測できる。17世紀初頭には、美術の世界でも「ロレートの聖母」の主題が流行し、カラヴァッジョと同時代の巨匠アンニーバレ・カラッチも『ロレートの聖母』 (サン・トノーフリオ聖堂、ローマ) を描いている。カラッチの絵画では聖母子がサンタ・カーサに乗って天使たちに運ばれているが、それは「ロレートの聖母」の一般的な図像であった。

## 作品
カラヴァッジョの祭壇画『ロレートの聖母』はこの主題を表す伝統から大きく逸脱し、前例のない特異なものとなっている。左側の薄暗い扉口の敷居の上に、幼児イエスを抱いた聖母マリアが立っている。その斜め下の画面右側に、マントを羽織って杖を肩に置いた典型的な巡礼姿の男女が跪き、聖母子を礼拝している。男の巡礼者は、鑑賞者の方に汚れた足の裏を見せている。描かれているのは、ロレートにやってきた貧しい巡礼の母子に聖母子が顕現した場面、あるいは彼らが厳しい旅の末にたどり着いた聖域で一心に祈っているうちに聖母子の幻影を見ている場面である。聖母マリアは巡礼者たちに頭部を傾けてつつ脚を交差させており、ふわりと地上に降り立ったことを思わせる。彼女は整った容姿で、すらりとして体躯をしている。イエスは裸であるが、3歳くらいに見え、右手で巡礼者たちを祝福しているようである。マリアとイエスの頭部には光輪 (宗教美術) が表されている。

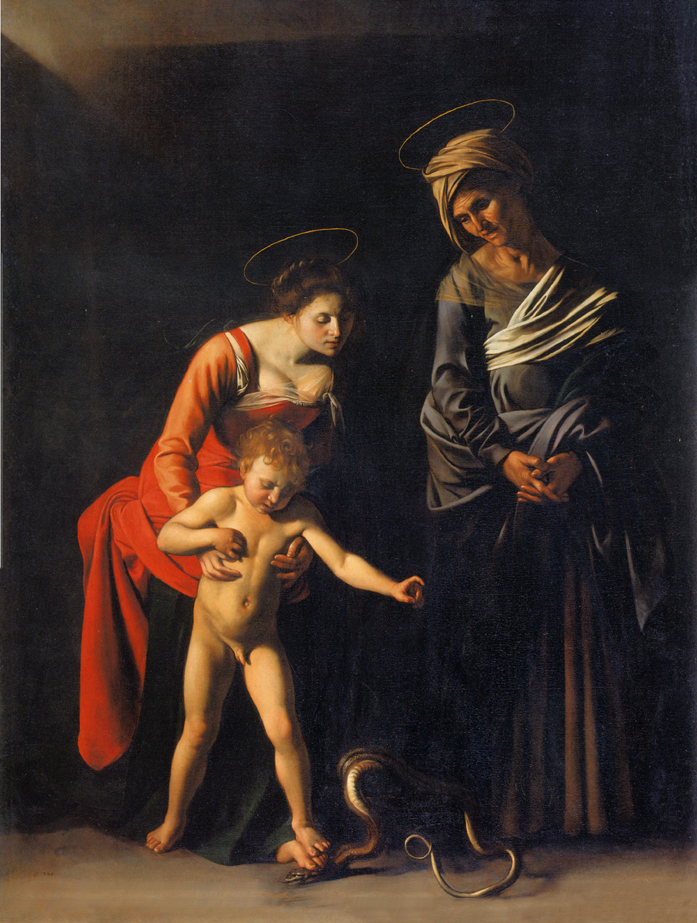
カラヴァッジョ『聖アンナと聖母子』 (1605–1606年)、ボルゲーゼ美術館、ローマ

聖母マリアのモデルとなっているのは、「レーナ」として知られるマッダレーナ・アントニエッティ (Maddalena Antonietti) である。レーナは、『聖アンナと聖母子』 (ボルゲーゼ美術館、ローマ) においてもモデルを務めた。カラヴァッジョは彼女と親密な関係を持っていたため、彼女はほかの作品にも登場する。研究者マウリツィオ・マリーニ (Maurizio Marini) は、(当時の) 多くの人はレーナを娼婦であったといっていたが、証拠はないと述べている。いずれにしても、カラヴァッジョがモデルとしたほかの女性たちにくらべ、レーナとの関係はもっと真剣なものであった。彼女は下層階級の出身で、生計を得るために画家たちのモデルを務めていた
当時のカラヴァッジョの競争相手であった画家ジョヴァンニ・バリオーネは、本作について人々が「騒ぎ立てた」と記している。

カラヴァッジョは、サンタゴスティーノ聖堂の左側の最初の礼拝堂に、『2人の巡礼者を伴うロレートの聖母』をモデルから描いた。巡礼者の１人は泥まみれの素足をあらわにし、女性の方はほこりだらけのほころびた頭巾を被っている。そして人々は、偉大な作品が持つ細部のこうした軽率さのために、この絵について大いに騒ぎ立てたのである。

カラヴァッジョと同時代の美受理理論家ジョヴァンニ・ピエトロ・ベッローリも、「またサンタゴスティーノ聖堂では、巡礼者の足が汚れたままで衆目にさらされている」と記し、カラヴァッジョがわざわざ「卑俗なものを模倣」して問題を起こした1例としている。たしかに、貧し気な巡礼者の写実的な描写は、当時の宗教的主題の作品にあっては異色であった。しかし、巡礼者たちは、自分たちの姿を本作の中に見出して興奮したに違いない。ロレートに巡礼する者は、裸足で膝をついてサンタ・カーサの周りを3周してから入るのが習わしであった。そして、画中の母親のように髪を覆うことを求められたのである。こうした巡礼者は、カラヴァッジョの時代のローマにも溢れていた。1600年の聖年には、56万3000人もの巡礼者が人口10万人のローマに巡礼に来ており、その後も毎年3万人もの巡礼者が訪れていたが、彼らの多くは巡礼後もローマに居残った。そして、物乞いをする浮浪者となり、それが社会問題ともなっていた。本作のあるサンタゴスティーノ聖堂は、巡礼の最終目的地サン・ピエトロ大聖堂にいたるサンタンジェロ橋に通じる道にあり、多くの巡礼者が立ち寄った場所である。
この祭壇画に表される聖母の顕現は、カラヴァッジョの原体験に根ざしたものであった。画家の故郷の町カラヴァッジョは1人の農夫に聖母が顕現した聖地として名高く、有名な巡礼地であった。画家にとって、聖母のヴィジョンのイメージは親しいものであったと思われる。かくして、カラヴァッジョは、ローマにやってきた巡礼者や民衆にかつてないほどのリアリティで聖母子の姿を提示することができたのである。この絵画はプロテスタントが否定した聖母信仰と貧しい者の救済という、対抗宗教改革におけるカトリック教会の教えを表現した作品と見なされた。バリオーネの批判にもかかわらず、絵画は大きな人気を博したようであり、多くの画家をひきつけて同時代に10数点もの複製が制作されている。